# Castillo de Lichtenstein
El Castillo de Lichtenstein se encuentra en los Montes Suabos (a 40 km de Stuttgart, aproximadamente), una región en la que abundan construcciones de este tipo. Se construyó sobre los restos de un castillo medieval, entre 1839 y 1842.

## Historia
Históricamente, existía un castillo en el sitio desde 1200. Fue destruido dos veces, una en la guerra Reichskrieg de 1311 y otra vez por la ciudad-estado de Reutlingen en 1381. El castillo no fue reconstruido y subsecuentemente cayó en la ruina.
En 1802, el territorio cayó en manos del rey Federico I de Wurtemberg, quien construyó un pabellón de caza en el lugar. Por 1837, el territorio pasó a su sobrino el duque Guillermo de Urach, Conde de Wurtemberg, quien, inspirado por la novela Lichtenstein de Wilhelm Hauff, añadió el actual castillo en 1840-42. El diseño romántico neogótico del castillo fue creado por el arquitecto Carl Alexander Heideloff.
Hoy en día, el castillo todavía es propiedad de los Duques de Urach, pero está abierto a los visitantes. El castillo contiene una importante colección de armas y armaduras.

## Galería

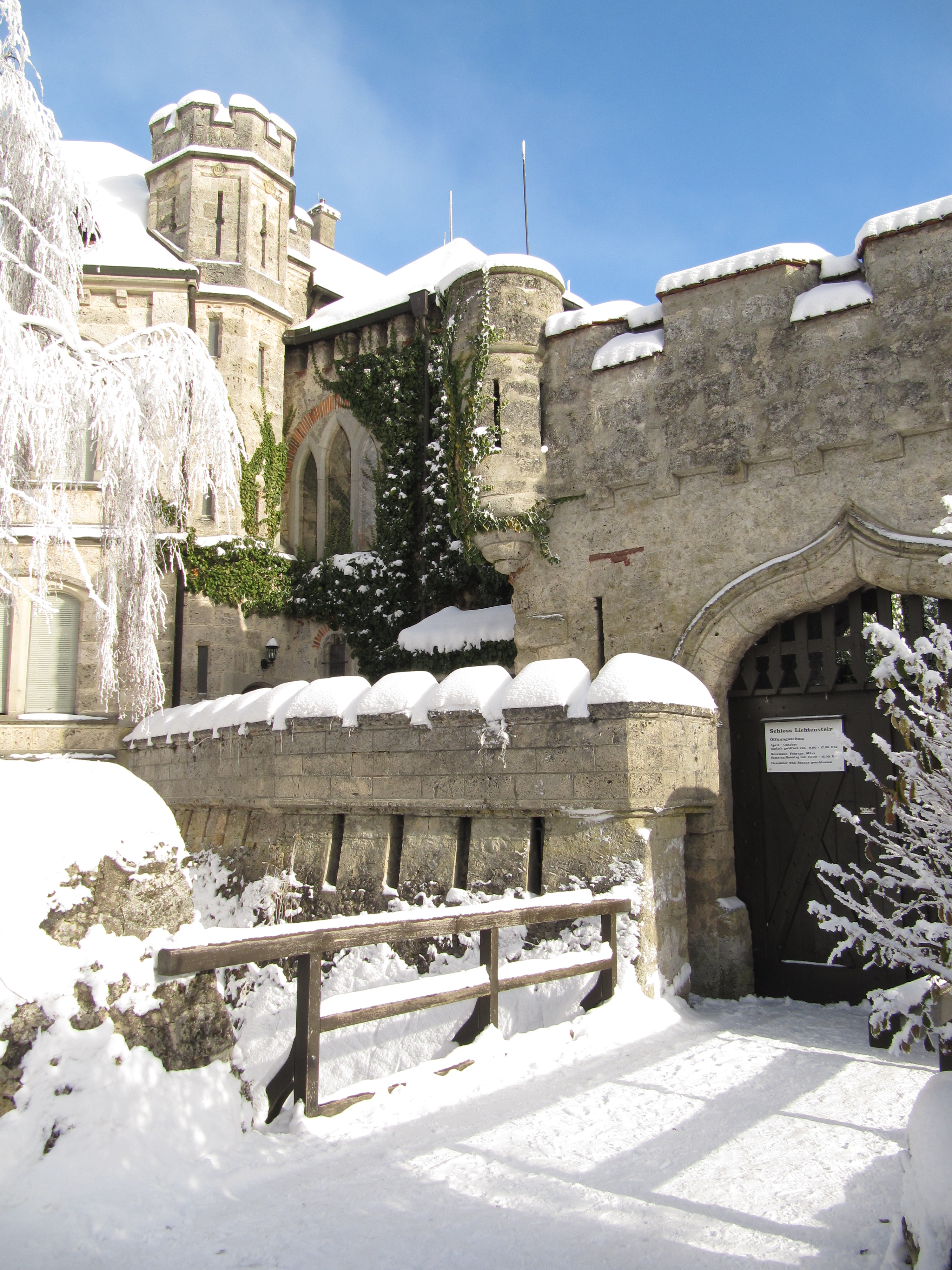
Zona de la entrada, enero de 2010.
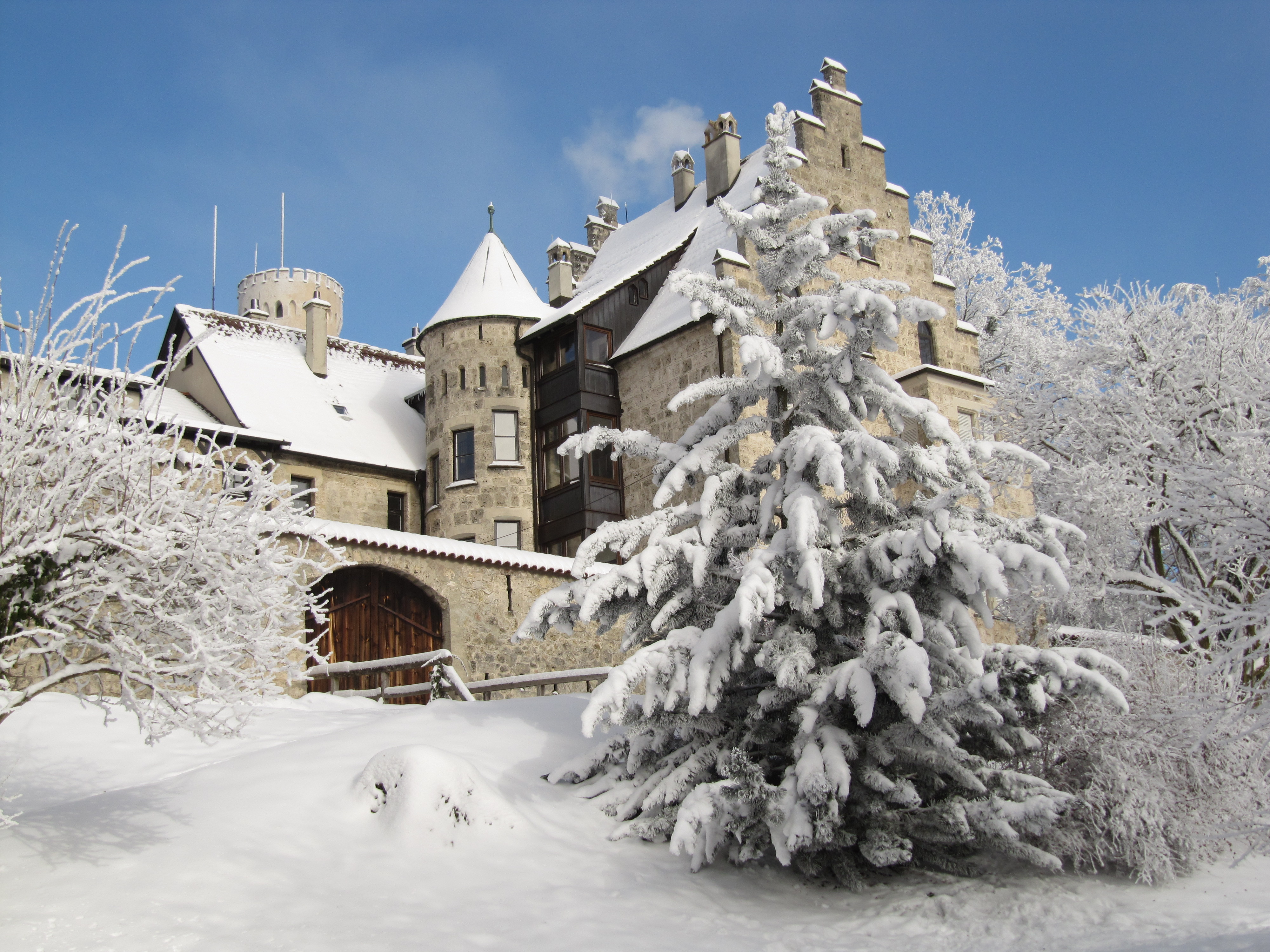
Vista desde el suroeste, enero de 2010.
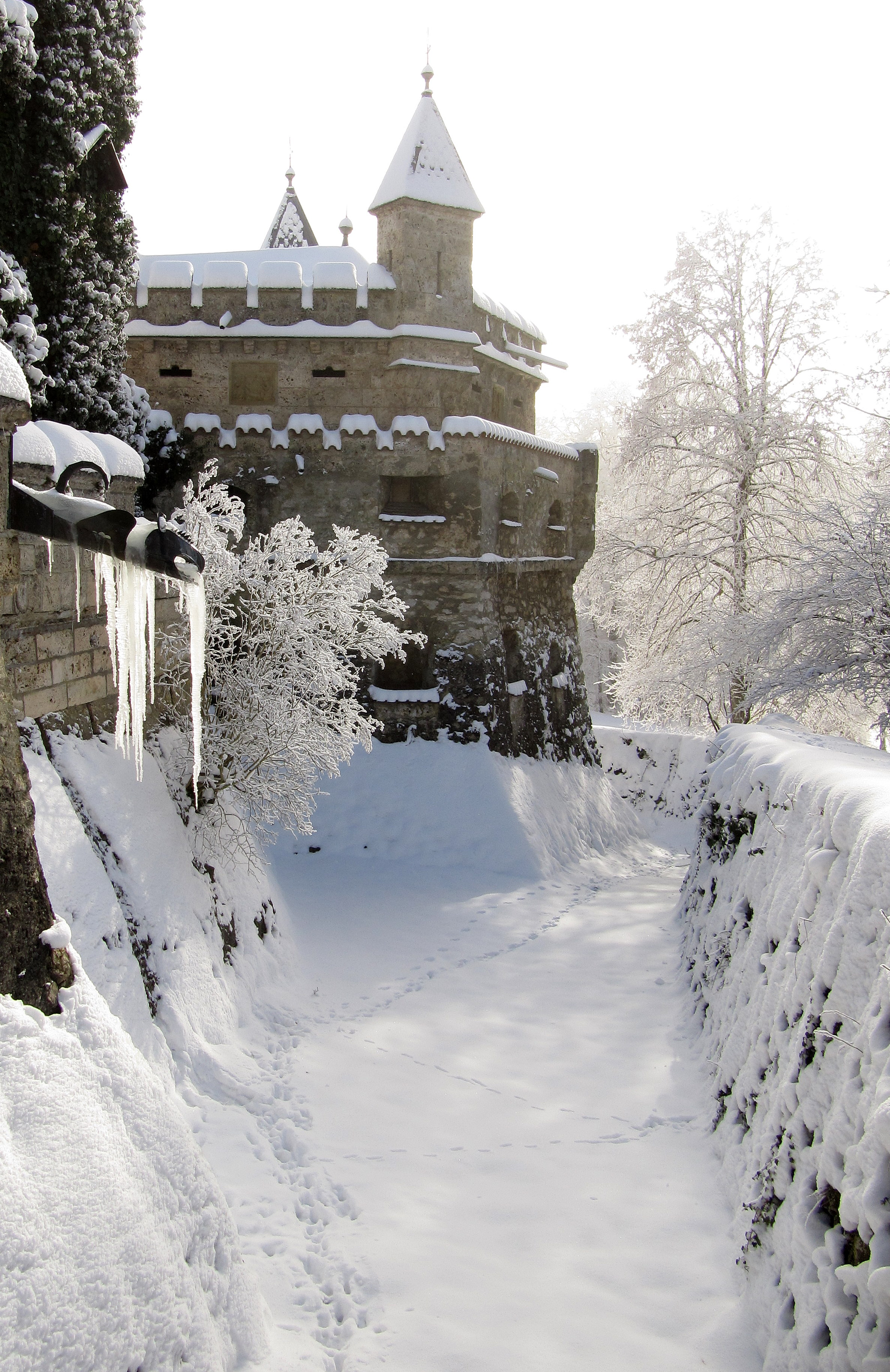
Foso, enero de 2010
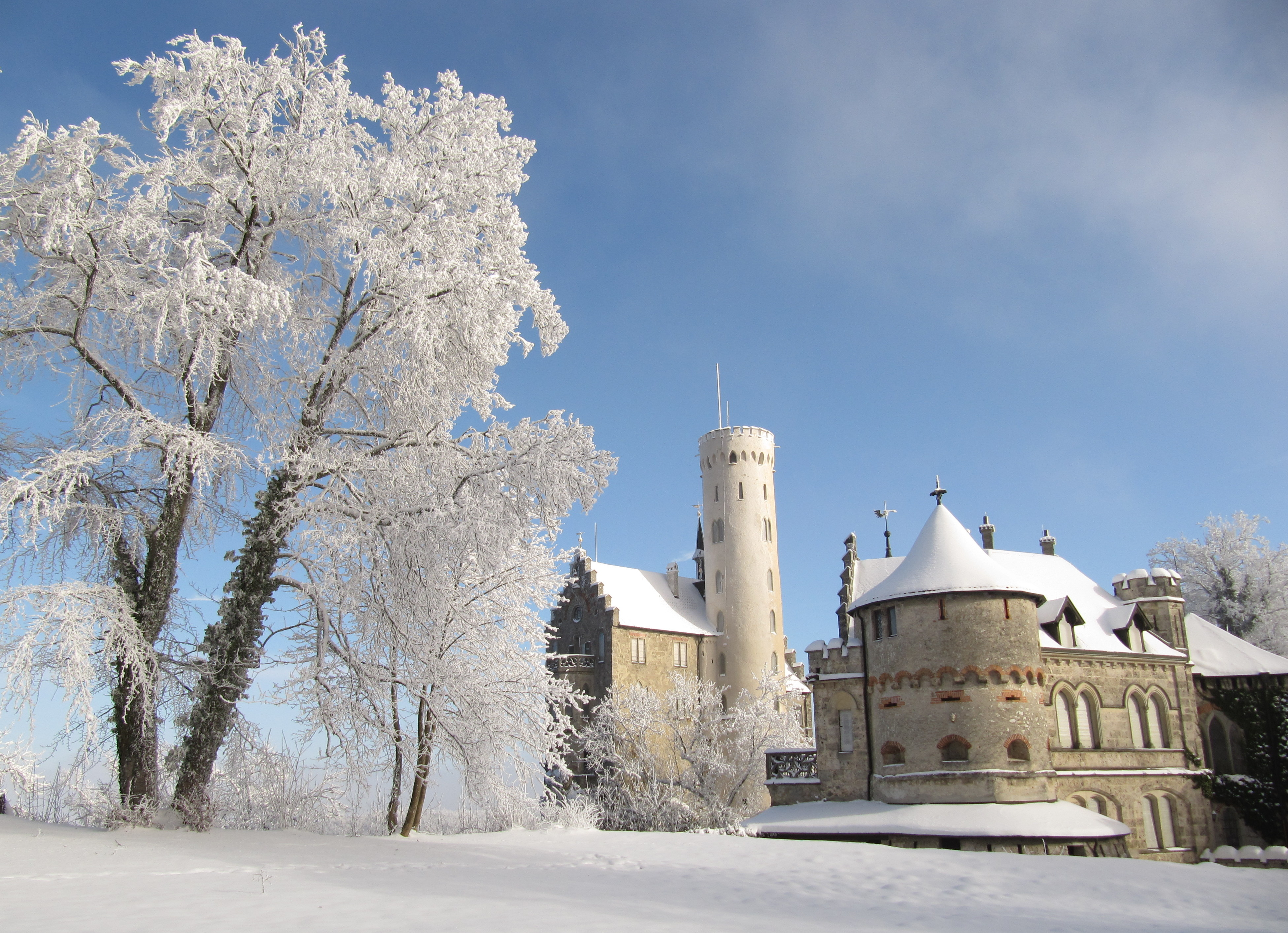
Vista desde el suroeste, enero de 2010.
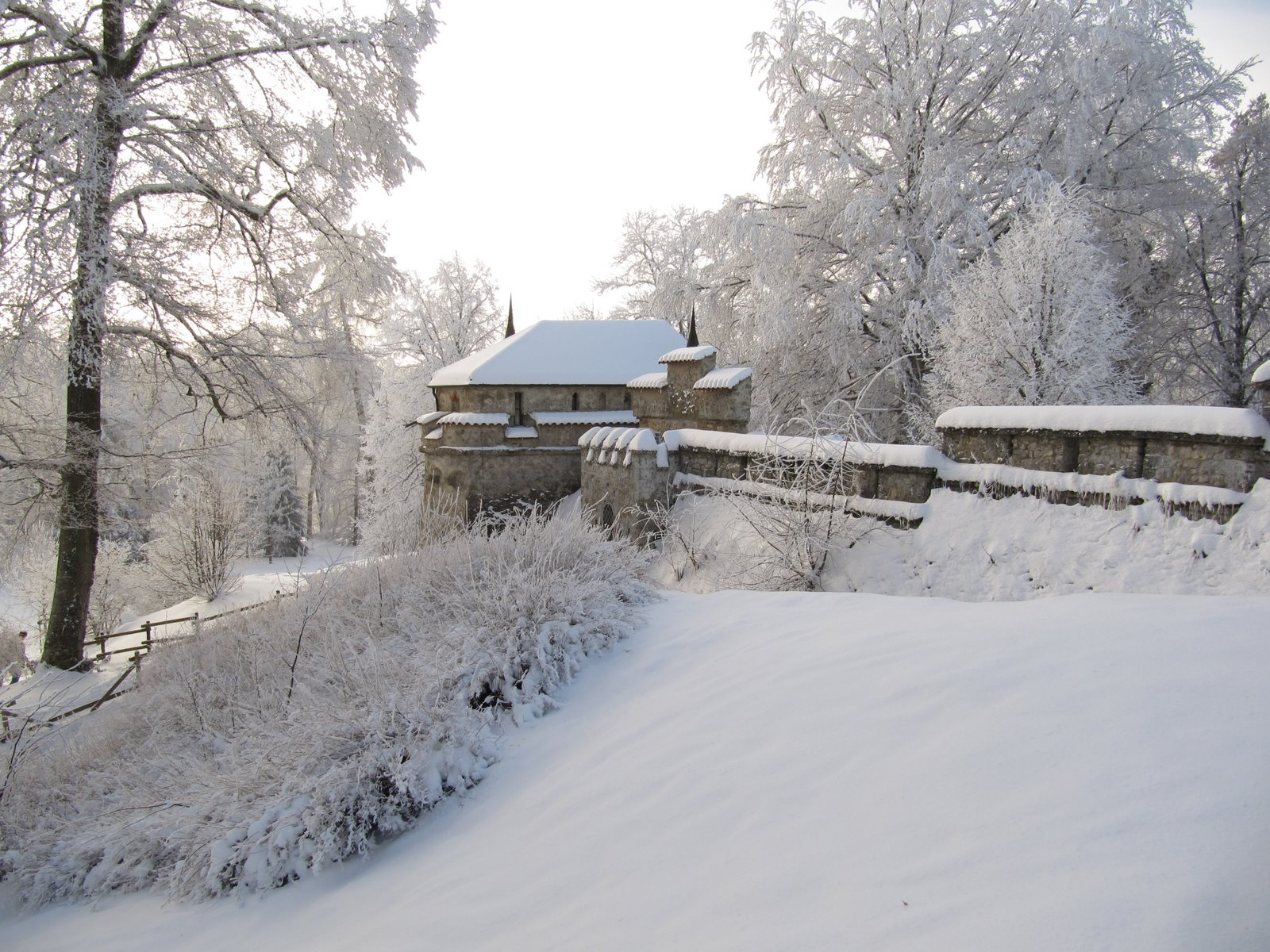
Enero de 2010
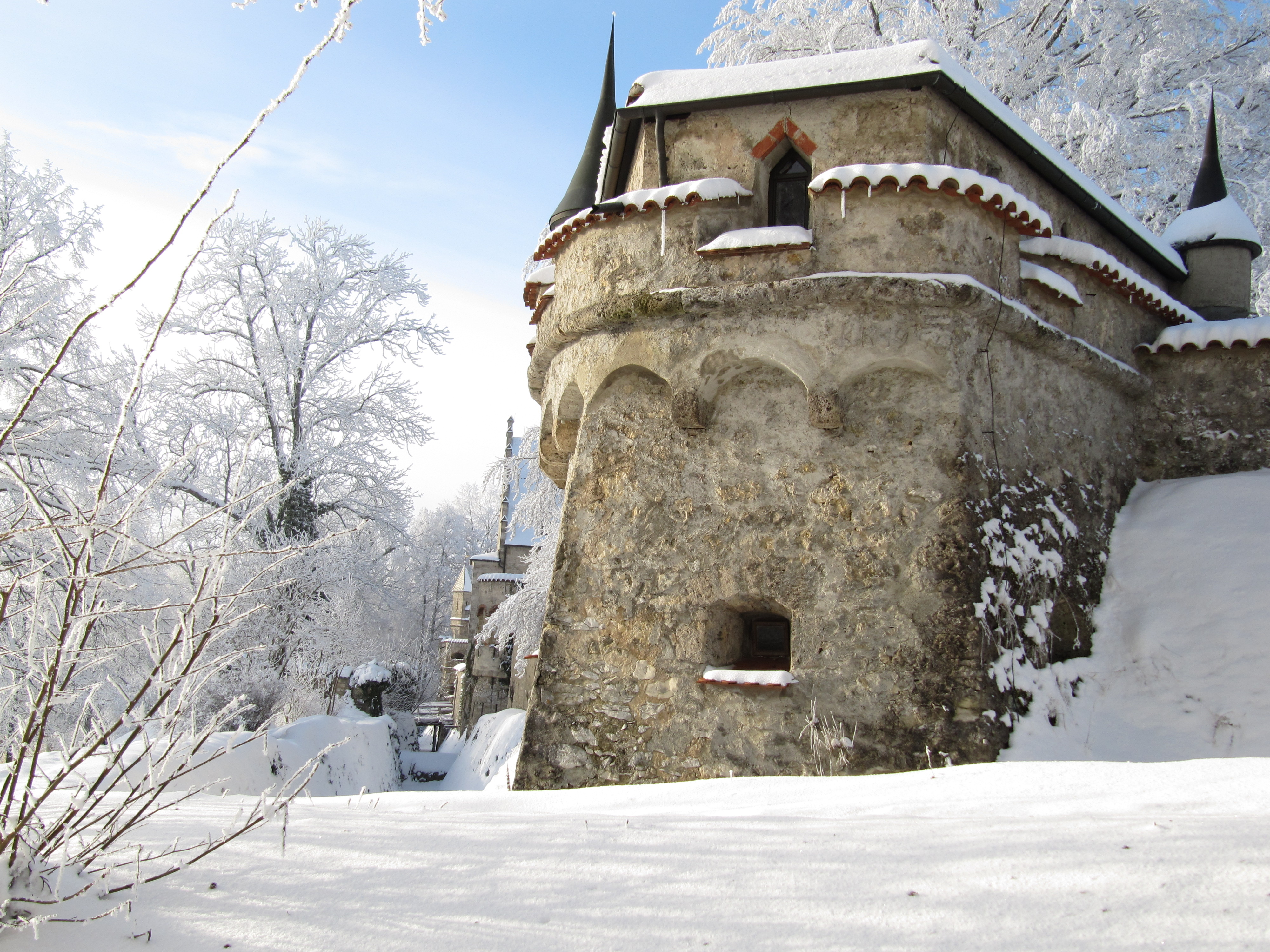
Enero de 2010
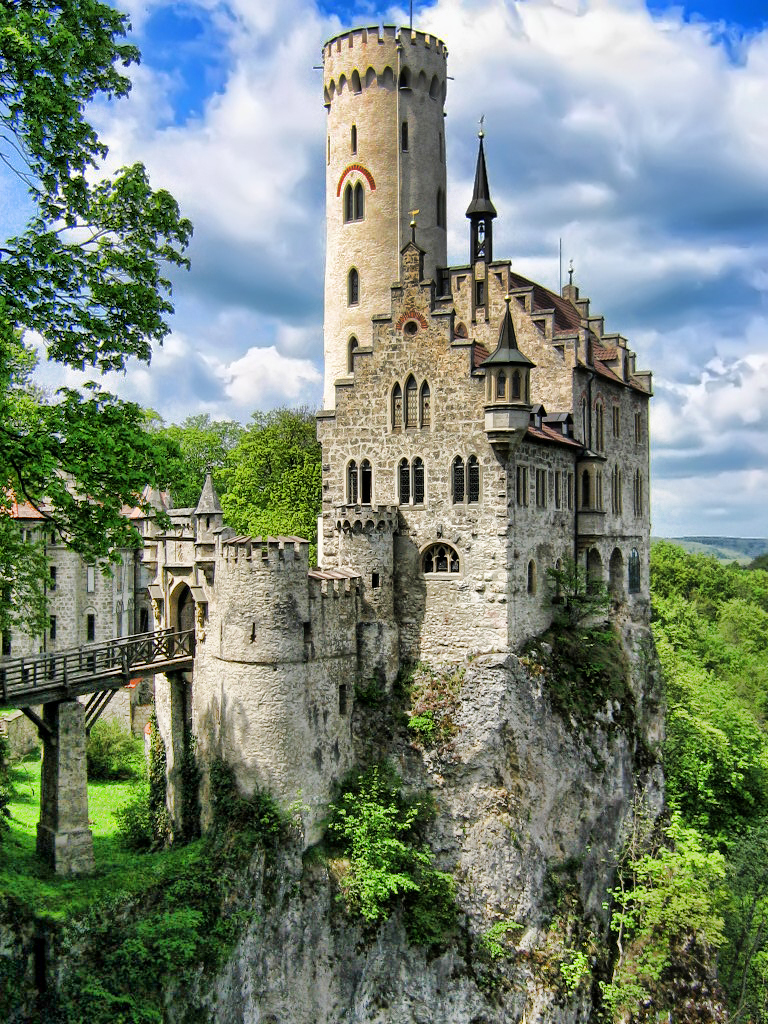
HDR Castillo de Lichtenstein